# Thinobius oxytelinus
Thinobius oxytelinus är en skalbaggsart som beskrevs av Leconte 1877. Thinobius oxytelinus ingår i släktet Thinobius och familjen kortvingar. Inga underarter finns listade i Catalogue of Life.